# История развития центральных процессоров

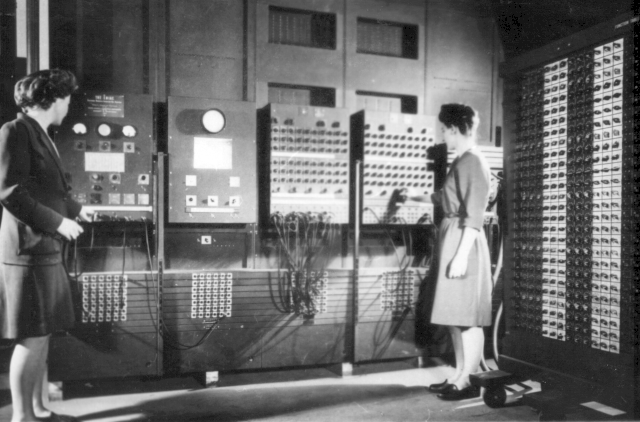

## 1970—1980-е годы: Начало эры микропроцессоров
В 1971 году Intel выпустила свой первый 4-битный микропроцессор 4004, который стал основой для дальнейшего развития компьютерной техники. Это привело к появлению персональных компьютеров и новых архитектур, таких как x86, которые впоследствии стали доминирующими на рынке. В этот период начали появляться процессоры с несколькими ядрами и новыми архитектурами, например, 16/32-битный Motorola 68000.

## 1980—1990-е годы: Совершенствование и параллельное выполнение
К середине 1980-х появились новые методы увеличения скорости процессоров. Одним из важных достижений стал конвейерный принцип (пипелайнинг), который позволил выполнять несколько инструкций одновременно, распределяя их по разным этапам. Однако этот метод ограничивался параллелизмом на уровне инструкций (ILP), то есть количеством независимых инструкций в программе.
Для увеличения ILP начали применять суперскалярный дизайн, при котором несколько арифметико-логических блоков (ALU) выполняют инструкции параллельно. Со временем появилось внеочередное выполнение (out-of-order execution), которое уменьшило зависимость между операндами.
В середине 1990-х появилось спекулятивное выполнение, при котором процессор заранее выполняет инструкции предполагаемого направления, а затем либо сохраняет результат, если предсказание было верным, либо отменяет его.

## 2000-е годы — настоящее время: Новые подходы и многоядерные процессоры
В 2000-х годах появились многоядерные процессоры, где несколько ядер на одном чипе выполняют параллельную обработку данных, что значительно увеличило производительность. В частности, Intel и AMD начали выпускать процессоры с несколькими ядрами, такие как серии Core i7 и Ryzen.
Одной из главных проблем оставалась параллельная обработка данных в условиях многозадачности. Это решается с помощью технологии гипертрединга (hyper-threading), при которой каждое ядро обрабатывает несколько потоков одновременно.
В последние годы появляются новые подходы к проектированию процессоров, такие как интеллектуальная память (IRAM), где память и процессор объединяются в одном чипе, что позволяет преодолеть ограничения классической архитектуры фон Неймана.

## Хронология событий
1964. IBM выпускает 32-битную систему IBM System/360 с защитой памяти.
1969. Первоначальный дизайн Intel 4004 разработан под руководством Теда Хоффа из Intel и Масатоси Симы из Busicom.
1970. Завершён дизайн Intel 4004, созданный Федерико Фаджином из Intel и Масатоси Симой из Busicom.
1971. IBM выпускает IBM System/370, преемника System/360.
1971. Intel выпускает 4-битный процессор Intel 4004, первый коммерческий микропроцессор.
1971. NEC выпускает микросхемы μPD707 и μPD708, двухчиповый 4-битный процессор.
1972. IBM объявляет о «System/370 Advanced Function», добавляя поддержку виртуальной памяти с подкачкой страниц.
1972. NEC выпускает одночиповый 4-битный микропроцессор μPD700.
1973. NEC выпускает 4-битный μCOM-4 (μPD751), объединяющий μPD707 и μPD708 в одном процессоре.
1974. Intel выпускает Intel 8080, 8-битный процессор, разработанный Федерико Фаджином и Масатоси Симой.
1975. MOS Technology выпускает 8-битный MOS Technology 6502, первый интегрированный процессор по доступной цене $25 (по сравнению с $175 за Motorola 6800).
1976. Zilog представляет 8-битный Zilog Z80, разработанный Федерико Фаджином и Масатоси Симой.
1977. Digital Equipment Corporation выпускает первый 32-битный суперминикомпьютер VAX-11/780.
1978. Intel представляет процессоры Intel 8086 и Intel 8088, первые чипы x86.
1978. Fujitsu выпускает микропроцессор MB8843.
1979. Zilog выпускает Zilog Z8000, 16-битный процессор, разработанный Федерико Фаджином и Масатоси Симой.
1979. Motorola представляет 16/32-битный микропроцессор Motorola 68000.
1981. В Стэнфорде представлена архитектура MIPS, одна из первых RISC-архитектур.
1982. Intel выпускает Intel 80286, первый процессор, совместимый с программным обеспечением для 8086 и 8088.
1984. Motorola выпускает Motorola 68020 с полной 32-битной адресацией и модуль управления памятью 68851 с поддержкой подкачки страниц.
1985. Intel выпускает Intel 80386, добавляя 32-битный набор команд в архитектуру x86.
1985. Введена архитектура ARM.
1989. Intel выпускает Intel 80486.
1992. Hitachi представляет архитектуру SuperH, которая позже станет основой для набора инструкций ARM Thumb.
1993. Intel запускает оригинальный процессор Pentium, первый x86 с суперскалярной архитектурой.
1994. IBM представляет первые мэйнфреймы IBM System/390 9672 с процессорами на одном кристалле.
1994. ARM выпускает набор инструкций Thumb, основанный на SuperH от Hitachi.
1995. Intel выпускает Pentium Pro, ставший основой для Pentium II, Pentium III, Pentium M и архитектуры Intel Core.
2000. IBM представляет z/Architecture, 64-битную версию своей мэйнфрейм-архитектуры.
2000. AMD объявляет о расширении x86-64 для архитектуры x86.
2000. AMD достигает 1 ГГц с процессором Athlon.
2000. Analog Devices представляет архитектуру Blackfin.
2002. Intel выпускает Pentium 4 с Hyper-Threading, первый современный процессор для ПК с поддержкой одновременной многопоточности (SMT).
2003. AMD выпускает Athlon 64, первый 64-битный потребительский процессор.
2003. Intel представляет Pentium M — мобильный процессор с низким энергопотреблением, основанный на архитектуре Pentium Pro.
2005. AMD анонсирует Athlon 64 X2, первый двухъядерный процессор x86.
2006. Intel представляет серию Core, основанную на модифицированной архитектуре Pentium M.
2008. Достигнута отметка в 10 миллиардов процессоров ARM.
2010. Intel представляет процессоры Core i3, i5, i7 с 2, 4 и 4 ядрами соответственно.
2011. ARM выпускает ARMv8-A, поддерживающую 64-битную архитектуру AArch64.
2011. AMD анонсирует первый 8-ядерный процессор для настольных ПК.
2017. AMD представляет процессоры Ryzen на базе архитектуры Zen с числом ядер до 16.
2017. Intel выпускает 8-е поколение Core i3, i5, i7 и i9, увеличивая число ядер примерно до 4, 6, 8 и 8 соответственно.
2017. Достигнута отметка в 100 миллиардов процессоров ARM.
2020. Apple выпускает собственный чип M1 на основе ARMv8, что знаменует отказ от процессоров Intel.
2021. ARM выпускает ARMv9 — первое крупное обновление архитектуры за 10 лет после ARMv8 в 2011 году.
2021. Достигнута отметка в 200 миллиардов процессоров ARM.
2022. Процессоры AMD EPYC 3-го поколения с 64 ядрами обеспечивают работу суперкомпьютера Frontier, самого мощного в мире.
2024. Apple выпускает M4, первый чип на основе архитектуры ARMv9.